# هسيش أولدندورف
هسيش الدندورف (بالألمانية: Hessisch Oldendorf) هي بلدة ألمانية تقع في ألمانيا في سكسونيا السفلى.  يقدر عدد سكانها بـ 19,547 نسمة .

## توأمة
لهسيش أولدندورف اتفاقيات توأمة مع:
- غرانزيه

## أعلام
- رودولف هولسته
- ألفرد ماير